# Potjiekos

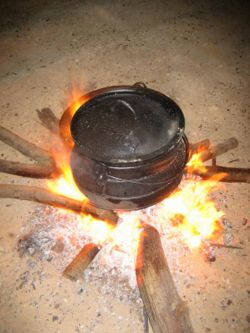
Um potjie numa fogueira.‎

Potjiekos é um tipo de cozinhado da cultura afrikaner, que significa, traduzido do inglês, "pequeno pote de comida", geralmente este alimento é cozinhado ao ar livre, em um caldeirão de três apoios, trago pela Holanda para a África do Sul no século XVII, sendo muitas vezes encontrado em vilas e casas da região.  O pote era esquentado usando madeira ou carvão ou, caso estes elementos fossem escassos, era usado grama seca ou o estrume seco de animais.
Este alimento é um estufado feito com uma grande variedade de ingredientes e temperos. A carne – por vezes de vários animais – é geralmente cortada em pedaços pequenos. A seguir, juntam-se os restantes ingredientes, normalmente uma variedade de vegetais incluindo batatas, aipo, cenouras, várias qualidades de abóboras, cogumelos e, no final, o líquido. 